# (1204) Renzia
(1204) Renzia est un astéroïde de la ceinture principale aréocroiseur découvert le 6 octobre 1931 par l'astronome allemand Karl Wilhelm Reinmuth. Le lieu de découverte est Heidelberg (024). Sa désignation provisoire était 1931 TE.
Il a été nommé en honneur de l'astronome allemand Franz Renz.